# Гемопротеїни
Гемопротеїни — гем-вмісні хромопротеїни.
Як небілковий компонент гемопротеїни включають структурно подібні залізо-або магнійпорфірини. Білковий компонент може бути різноманітним як за складом, так і структурою. До групи гемопротеїнів відносяться:
- гемоглобін та його похідні

- міоглобін
- хлорофіловмісні білки та ферменти (вся цитохромна система, каталаза та пероксидаза).

Основу структури простетичної групи більшості гемовмісних білків становить порфіринове кільце, що є своєю чергою похідним тетрапіррольного з'єднання — порфірину.